# Leptothorax melleus
Leptothorax melleus är en myrart som beskrevs av Auguste-Henri Forel 1904. Leptothorax melleus ingår i släktet smalmyror, och familjen myror.

## Underarter
Arten delas in i följande underarter:
- L. m. csikii
- L. m. melleus